# 이종임
이종임(李鍾姙, 1952년 6월 11일 ~ )은 대한민국의 요리 연구가 겸 수필가이다.

## 생애

### 주요 이력
1981년에서 1984년까지 MBC 문화방송 텔레비전 프로그램 《오늘의 요리》를 진행했고, 1998년에서 2000년까지 SBS 서울방송 텔레비전 프로그램 《출발! 모닝와이드 코너 - 이종임의 싱싱메뉴》를 진행하였으며, 김대중 대통령의 노벨상 수상 축하만찬에서 한국 요리를 내놓아 호평을 받기도 했다.
현재 어머니 하숙정(河淑貞)의 뒤를 이어 수도요리학원을 운영하고 있다. 요리연구가 하선정(河宣貞)의 조카이기도 하며 배우자는 연세대학교 의과대학 의학사 및 동 의과대학원 의학석사·의학박사 출신인 비뇨기과 전문의 및 예비역 대한민국 해군 대위 박영요(朴英堯) 前 이화여자대학교 의과대학 교수 겸 연세대학교 의과대학 전임교수이다.

## 학력
- 배화여자고등학교 졸업
- 한양대학교 식품영양학과 학사
- 고려대학교 대학원 식품공학과 가정과학 석사·가정과학 박사

## 저서
- <식탁위의 혁명> (시공사) (2004년)
- <아이를 살리는 밥상> (식품저널) (2010년)
- <남편을 90살까지 살리는 매일반찬> (올리브 엠앤비) (2007년)
- <떡과 폐백 그리고 이바지> (수도출판문화사) (2010년)
- <기적의 건강식 카레> (도어즈) (2014년)